# Relations entre le Bangladesh et la Corée du Nord
Les relations entre le Bangladesh et la Corée du Nord sont les relations bilatérales de la république populaire du Bangladesh et de la république populaire démocratique de Corée.

## Histoire
La Corée du Nord a une ambassade résidente au Bangladesh. L'ambassadeur du Bangladesh en Chine représente également le Bangladesh en Corée du Nord. En 2012, un diplomate nord-coréen a été condamné à une amende de 2,5 millions de taka pour possession de vin illégal. La Corée du Nord a une succursale de sa chaîne de restaurants Pyongyang à Dacca. Le restaurant est tenu par du personnel nord-coréen et sert de la cuisine nord-coréenne. En mai 2015, le gérant du restaurant, un ressortissant nord-coréen, a été arrêté pour avoir vendu illégalement du Viagra et de l'alcool à l'extérieur du restaurant. Umme Nahida Akter, la directrice adjointe des services de renseignement des douanes, a déclaré à propos du restaurant après la descente : « L'endroit est un centre d'activités illicites ».
En mars 2015, un diplomate nord-coréen, Son Young-nam, a été expulsé du Bangladesh après avoir été pris en train de tenter de faire passer en contrebande 1,7 million de dollars d'or dans l'aéroport de Dacca. L'ambassadeur nord-coréen au Bangladesh a présenté ses excuses après l'incident.
Symantec et BAE Systems avaient découvert l'implication de la Corée du Nord dans le braquage de la banque du Bangladesh en 2016 grâce au piratage de la banque,. En août 2016, Han Son Ik, premier secrétaire de l'ambassade de Corée du Nord, a été expulsé pour activités illégales. Il a été découvert qu'il faisait de la contrebande de cigarettes et d'électronique pour une valeur d'un demi-million de dollars. En janvier 2017, une Rolls-Royce que Han avait achetée au Bangladesh a été saisie par les douanes bangladaises.

## Relations économiques
En 2002, le Bangladesh a importé pour 34,8 millions de dollars US de marchandises de Corée du Nord, tandis que la Corée du Nord a importé pour 5,31 millions de dollars US de marchandises du Bangladesh.